# Белуссо, Джонатас
Джонатас Элиас Белуссо (порт. Jonatas Elias Belusso; 10 июня 1988, Франсиску-Белтран, Бразилия) — бразильский футболист, нападающий.

## Карьера
Джонатас родился в Франсиску-Белтран, и начал карьеру в клубе «Толедо» в 2007 году. В следующем году отправился в клуб родного города с одноимённым названием, где также отыграл год. Следующей командой игрока стал шведский «Эребру», играющий во втором дивизионе Швеции, однако, в том же году, покинул команду и вернулся на родину в клуб XV де Индалай. Затем, игрок отправился в Серию D, в клуб «Бруски».